# Tierra de nadie (álbum de Nuria Fergó)
Tierra de nadie es el título del quinto álbum de estudio de Nuria Fergó. Se trata del disco más bailable, actual y fresco de la cantante nerjeña y cuenta con la producción de DJ Sammy. Salió a la venta el 26 de mayo de 2009.

## Listado de canciones
1. No hay noche - 3:30
2. Quédate - 4:12
3. Vámonos pal sur - 3:47
4. Tierra de nadie - 4:10
5. Sigo estando ahí - 3:32
6. La calle - 3:43
7. Quiero - 3:42
8. Pasar de largo - 4:16
9. Sólo tú - 3:30
10. ¿Y ahora qué? - 6:04
11. Postdata - 1:52

## Singles
1. "Tierra de nadie" (Videoclip)
2. "¿Y ahora qué?"
3. "Quiero"

## Listas

### Semanales
| País   | Ranking         | Primera semana | Posición de ingreso | Mejor posición | Semanas en la mejor posición | Semanas en el ranking | Última semana |
| ------ | --------------- | -------------- | ------------------- | -------------- | ---------------------------- | --------------------- | ------------- |
| Europa |                 |                |                     |                |                              |                       |               |
| España | Top 100 álbumes | 31/05/2009     | 15                  | 15             | 1                            | 5                     | 28/06/2009    |